# Baidu Tieba

Bách Độ Thiếp Ba (Trung văn giản thể: 百度贴吧, Trung văn phồn thể: 百度貼吧, phanh âm: Bǎidù Tiēba) là diễn đàn trực tuyến do công ty Bách Độ của Trung Quốc lập ra vào ngày 25 tháng 11 năm 2003. Do Bách Độ Thiếp Ba có thao tác giản đơn, số người tham gia đông, có sức ảnh hưởng lớn ở Trung Quốc đại lục nên đã thu hút được đông đảo cư dân mạng Trung Quốc tham gia.
Năm 2012, Bách Độ mở thêm phiên bản tiếng Việt dành cho thị trường Việt Nam, lúc đầu gọi là Baidu Trà đá quán, sau đó lần lượt đổi tên là Baidu Tieba và Postbar.